# Vitalina Koval
Vitalina Koval (en ukrainien : Вiталiна Коваль) est une militante ukrainienne des droits humains originaire d'Oujhorod. Militante pour les droits des femmes et principalement pour les droits LGBT, elle est elle-même lesbienne.

## Biographie
Vitalina Koval fait son premier coming-out lesbien auprès de sa grand-mère à l'âge de 17 ans, puis auprès de sa mère. Cette annonce est très mal reçue : elle est menacée d'être mise à la porte du foyer familial et sa mère menace se suicider. Cela la conduit à revenir sur ses propos. C'est à 25 ans qu'elle confirme à toute sa famille qu'elle est bien lesbienne, famille qui lui demande cependant de n'en parler à personne. 
Elle devient ensuite publiquement la première femme lesbienne de sa localité.

## Activisme
Dans des interviews, elle raconte à quel point elle redoutait de faire son coming out par crainte des réactions. Mais, lorsqu’une de ses amies s’est suicidée parce que son entourage ne pouvait pas accepter son homosexualité, Vitalina a décidé de ne plus se cacher. Elle a fait son coming out à 25 ans.
Après son coming out, Vitalina Koval a organisé des événements sociaux pour les personnes LGBT, mais ceux-ci étaient en grande partie secrets. Elle est considérée comme une pionnière et une figure de proue de l’activisme LGBT dans son pays.
Vitalina Koval milite pour la protection des minorités contre les crimes haineux. Elle a organisé des rassemblements pour la Journée internationale des femmes en 2017 et en 2018. Vitalina Koval et les membres de son groupe ont reçu des menaces de la part de groupes d'extrême droite. Le groupe radical Karpatska Sich a attaqué le rassemblement en 2018. Ses agresseurs lui ont jeté de la peinture rouge au visage, ce qui lui a causé des brûlures aux yeux, à la suite de quoi elle a dû fuir. Aujourd’hui, elle vit dans un endroit secret à Kiev. À la suite de cette agression, elle a porté plainte et deux personnes ont été poursuivies. La police a toutefois décidé de ne pas qualifier cette agression de crime de haine,.
Vitalina Koval critique l'inadéquation des réactions des autorités ukrainiennes à la suite des différentes attaques et menaces. En Ukraine, les militants font l’objet de chasses à l’homme et d’anti-propagande, ce qui rend leur travail difficile.
En 2018, le cas de Vitalina Koval a été présenté dans la campagne Écrire pour les droits d'Amnesty International.